# إسلام صابر
إسلام صابر (30 مايو 1990 بمصر - ) هو لاعب كرة قدم مصري في مركز الهجوم. شارك مع منتخب مصر لكرة القدم. أما مع النوادي، فقد لعب مع نادي المقاولون العرب.